# 宛陵女子
「宛陵女子」（？—？），南朝梁宣城郡宛陵县（今安徽省宣城市）人，姓名不详。

## 生平
梁武帝天监年间，「宛陵女子」与母亲同床而睡，母亲被猛虎叼走，女子号叫抓虎，虎毛尽落。追行十几里，老虎弃其母而逃走，女子抱着母亲回去；初時还有气息，经时气绝。乡里上言于郡县，太守萧琛给她抚恤，上表说明情况。梁武帝下诏表彰其孝行。
其事蹟記載於《梁書‧孝行傳》與《南史‧孝義傳》，成為歷代史書中孝女的一種類型，宛陵女子的事蹟以女性為主角救父母於猛獸，成為後來正史同類型女性書寫中最早的藍本，後來《宋史》、《元史》、《明史》的列女傳中都有類似的女性故事記載。

## 相關作品
南宋詩人林同於《孝詩》寫下了《宛陵女子》這首詩頌揚此事。
|                                    | 異哉一女子，獨抱母啼號。 非但脫虎口，還能落獸毛。 |
| ——林同，《孝詩·婦女之孝·宛陵女子》 |                                                   |